# Laminaria
A Laminaria a sárgásmoszatok törzsébe tartozó nemzetség.

## Leírás
A Laminaria-fajok jellemzői a hosszú, bőrszerű, meglehetősen nagy méretű szalagok. Egyes fajokat „ördög kötényé”-nek és „tengeri szitá”-nak nevezik, az elsőket alakjuk miatt, az utóbbiakat a szalagon levő lyukacskák miatt. Az Atlanti-óceánban és a Csendes-óceánban élnek 8-30 méter mélységben, kivételt a melegebb vízű földközi-tengeri és brazíliai fajok alkotnak, melyek 120 méter mélységben is megtalálhatók.
A Laminaria-fajokat az alginát, a jód és a mannit anyagok miatt termesztik és gyűjtik, ezeket különböző iparágakban használják. A legnagyobb moszatfeldolgozó ország Kína.

## Rendszerezés
A nemzetségbe többek közt az alábbi fajok tartoznak:
A Laminaria japonicát a Saccharina nemzetségbe sorolták Saccharina japonica néven.
- Laminaria abyssalis A.B. Joly & E.C. Oliveira – Dél-Atlanti-óceán[7][8]
- Laminaria agardhii Kjellman[9] – Észak-Atlanti-óceán[10]
- Laminaria angustata Kjellman – Japán[5][11]
- Laminaria appressirhiza J. E. Petrov & V. B. Vozzhinskaya[12]
- Laminaria brasiliensis A. B. Loly & E. C. Oliveira
- Laminaria brongardiana Postels & Ruprecht[13]
- Laminaria bulbosa J. V. Lamouroux
- Laminaria bullata Kjellman
- Laminaria complanata (Setchell & N. L. Garder) Muenscher
- Laminaria dentigera Kjellman –  a Csendes-óceán észak-amerikai részén, Alsó-Kalifornia parti vizeiben[14]
- Laminaria diabolica Miyabe
- Laminaria digitata (Hudson) J. V. Lamouroux
- Laminaria ephemera Setchell – a Csendes-óceán észak-amerikai részén, Vancouvertől Kaliforniáig[14]
- Laminaria farlowii Setchell – a Csendes-óceán észak-amerikai partján[14]
- Laminaria hyperborea (Gunnerus) Foslie
- Laminaria inclinatorhiza J. Petrov & V. Vozzhinskaya
- Laminaria multiplicata J. Petrov & M. Suchovejeva
- Laminaria nigripes J. Agardh
- Laminaria ochroleuca Bachelot de la Pylaie
- Laminaria pallida Greville – Dél-Afrika,[15] Indiai-óceán, Kanári-szigetek és Tristan da Cunha[16]
- Laminaria platymeris Bachelot de la Pylaie
- Laminaria rodriguezii Barnet
- Laminaria ruprechtii (Areschoug) Setchell
- Laminaria saccharina (Linnaeus) J.V. Lamouroux
- Laminaria sachalinensis (Miyabe) Miyabe
- Laminaria setchellii P. C. Silva
- Laminaria sinclairii (Harvey ex J. D. Hooker & Harvey) Farlow, Anderson & Eaton – a Csendes-óceán észak-amerikai partján[14]
- Laminaria solidugula J. Agardh
- Laminaria yezoensis Miyabe